# Μ's Memorial CD-BOX 「Complete BEST BOX」
- ラブライブ! > μ's > μ's Memorial CD-BOX「Complete BEST BOX」
- ラブライブ! > ラブライブ!のディスコグラフィ > μ's Memorial CD-BOX「Complete BEST BOX」

『μ's Memorial CD-BOX「Complete BEST BOX」』（ミューズメモリアルシーディーボックス 「コンプリートベストボックス」）は、μ'sのコンプリートアルバム。2019年12月25日にLantisから発売された。

## 概要
ラブライブ！シリーズ9周年を記念して発売されたコンプリートアルバム。2021年3月31日までの期間限定生産となる。
1stシングル「僕らのLIVE 君とのLIFE」からファイナルシングル「MOMENT RING」までの特典CD収録曲を含む全115曲116トラックが収録されている。
描き下ろしイラストを使用した豪華BOXに全12枚のCDとブックレットに加え、2020年3月25日に発売されたシングル「A song for You! You? You!!」が収納できるディスクホルダーが付属している。また、法人特典としてオリジナルマルチクロスが1枚付属した。
発売にあたり、都内各所で衣装展示やパネル展示、JR秋葉原駅の各所（秋葉原駅中央改札内大型シート・秋葉原デジタルシートセット・秋葉原駅集中貼り）に広告を展開していた。
なお、このCDに収録されている楽曲はあくまでμ's名義でリリースされたものが対象になっているため、神様と運命革命のパラドクスサウンドトラック 天使たちの福音 feat.µ’sは収録されていない。
発売後、デジタル配信も開始され、非常に入手困難だったBlu-ray全巻購入特典やプレミアムチケット購入特典の入手難易度が大きく下がっている。

## チャート成績
2020年1月6日付のオリコンウィークリーランキングで11位にランクインし、月間では10,988枚を売り上げ49位にランクインした。

## 収録内容
- 全作詞：畑亜貴

### Disc1
- ナンバリングシングルの楽曲が収録されている。

1. 僕らのLIVE 君とのLIFE [5:24]
  - 作曲：山田高弘、編曲：高田暁、歌：μ's

1stシングル
2. 友情ノーチェンジ [4:16]
  - 作曲・編曲：Tron-LM、歌：μ's
3. Snow halation [4:19]
  - 作曲：山田高弘、編曲：中西亮輔、歌：μ's

2ndシングル
4. baby maybe 恋のボタン [4:30]
  - 作曲・編曲：山口朗彦、歌：μ's
5. 夏色えがおで1,2,Jump! [4:28]
  - 作曲：奥松誠、編曲：高田暁、歌：μ's

3rdシングル
6. Mermaid festa vol.1 [3:58]
  - 作曲：俊龍、編曲：渡辺和紀、歌：μ's
7. もぎゅっと“love”で接近中! [5:42]
  - 作曲：増田達行、編曲：A-bee、歌：μ's

4thシングル
8. 愛してるばんざーい! [4:51]
  - 作曲：山田高弘、編曲：清水哲平、歌：μ's
9. Wonderful Rush [4:42]
  - 作曲・編曲：河田貴央、歌：μ's

5thシングル
10. Oh, Love & Peace! [4:57]
  - 作曲・編曲：黒須克彦、歌：μ's
11. Music S.T.A.R.T!! [4:57]
  - 作曲・編曲：山口朗彦、歌：μ's

6thシングル
12. LOVELESS WORLD [5:14]
  - 作曲：山田高弘、編曲：河田貴央、歌：μ's

### Disc2
- TVアニメ第1期のテーマソング、挿入歌シングルの楽曲が収録されている。

1. 僕らは今のなかで [4:37]
  - 作曲・編曲：森慎太郎、歌：μ's

第1期オープニングテーマ
2. WILD STARS [4:08]
  - 作曲・編曲：高田暁、歌：μ's
3. きっと青春が聞こえる [3:44]
  - 作曲・編曲：高田暁、歌：μ's

第1期エンディングテーマ
4. 輝夜の城で踊りたい [4:33]
  - 作曲・編曲：佐々倉有吾、歌：μ's
5. ススメ→トゥモロウ [4:35]
  - 作曲・編曲：河田貴央、歌：高坂穂乃果（新田恵海）、南ことり（内田彩）、園田海未（三森すずこ）

第1期第1話挿入歌
ディスク版は本来収録されるべきものとは異なったボーカルテイクVer.の音源が収録されている為お客様センターにて交換を受け付けている[6][注釈 3]
6. START:DASH!! [4:17]
  - 作曲・編曲：佐々木裕、歌：高坂穂乃果（新田恵海）、南ことり（内田彩）、園田海未（三森すずこ）

第1期第3話挿入歌
7. これからのSomeday [4:27]
  - 作曲：yozuca*、編曲：lotta、歌：高坂穂乃果（新田恵海）、南ことり（内田彩）、園田海未（三森すずこ）、星空凛（飯田里穂）、西木野真姫（Pile）、小泉花陽（久保ユリカ）、矢澤にこ（徳井青空）

第1期第6話挿入歌
8. Wonder zone [3:59]
  - 作曲・編曲：佐々倉有吾、歌：μ's

第1期第9話挿入歌
9. No brand girls [4:06]
  - 作曲・編曲：河田貴央、歌：μ's

第1期第11話挿入歌
10. START:DASH!! [4:15]
  - 作曲・編曲：佐々木裕、歌：μ's

第1期第13話挿入歌

### Disc3
- TVアニメ第1期Blu-rayの特典曲が収録されている。

1. 夢なき夢は夢じゃない [4:05]
  - 作曲・編曲：高田暁、歌：高坂穂乃果（新田恵海）

第1期第1巻特典曲
2. Anemone heart [3:48]
  - 作曲・編曲：高田暁、歌：南ことり（内田彩）、園田海未（三森すずこ）

第1期第2巻特典曲
3. なわとび [6:00]
  - 作曲:rino、編曲：藤田宜久、歌：小泉花陽（久保ユリカ）

第1期第3巻特典曲
4. Beat in Angel [4:11]
  - 作曲・編曲：倉内達矢、歌：西木野真姫（Pile）、星空凛（飯田里穂）

第1期第4巻特典曲
5. にこぷり♥女子道 [4:25]
  - 作曲：江並哲志、編曲：山元祐介、歌：矢澤にこ（徳井青空）

第1期第5巻特典曲
6. 硝子の花園 [4:34]
  - 作曲：川崎里実、編曲：増田武史、歌：絢瀬絵里（南條愛乃）、東條希（楠田亜衣奈）

第1期第6巻特典曲
7. LONELIEST BABY
  - 作曲・編曲：倉内達矢、歌：μ's

第1期第7巻特典曲

### Disc4
- TVアニメ第2期のテーマソング、挿入歌シングルの楽曲が収録されている。

1. それは僕たちの奇跡 [4:15]
  - 作曲・編曲：黒須克彦、歌：μ's

2期オープニングテーマ
2. だってだって噫無情 [5:35]
  - 作曲：江並哲志、編曲：増田武史、歌：μ's
3. どんなときもずっと [4:38]
  - 作曲・編曲：佐々木裕、ストリングスアレンジ：長谷泰宏、歌：μ's

2期エンディングテーマ
4. COLORFUL VOICE [3:43]
  - 作曲・編曲：渡辺和紀、歌：μ's
5. ユメノトビラ [4:51]
  - 作曲・編曲：佐伯高志、歌：μ's

2期第3話挿入歌
6. SENTIMENTAL StepS [4:01]
  - 作曲：高阪昌至、編曲：清水哲平、歌：μ's
7. Love wing bell [4:48]
  - 作曲・編曲：森慎太郎、歌：星空凛（飯田里穂）、西木野真姫（Pile）、小泉花陽（久保ユリカ）、絢瀬絵里（南條愛乃）、東條希（楠田亜衣奈）、矢澤にこ（徳井青空）

2期第5話挿入歌
8. Dancing stars on me! [4:34]
  - 作曲・編曲：佐伯高志、歌：μ's

2期第6話挿入歌
9. KiRa-KiRa Sensation! [4:58]
  - 作曲・編曲：本田光史郎、歌：μ's

2期第12話挿入歌
10. Happy maker! [4:56]
  - 作曲・編曲：前口渉、歌：μ's

2期第13話挿入歌

### Disc5
- TVアニメ第2期Blu-rayの特典曲が収録されている。

1. シアワセ行きのSMILING! [3:51]
  - 作曲・編曲：渡辺未来、歌：高坂穂乃果（新田恵海）

第2期第1巻特典曲
2. ずるいよMagnetic today [4:19]
  - 作曲・編曲：岡本健介、歌：西木野真姫（Pile）、矢澤にこ（徳井青空）

第2期第2巻特典曲
3. くるりんMIRACLE [4:54]
  - 作曲・編曲：森慎太郎、歌：星空凛（飯田里穂）

第2期第3巻特典曲
4. Storm in Lover [4:32]
  - 作曲・編曲：増田武史、歌：園田海未（三森すずこ）、絢瀬絵里（南條愛乃）

第2期第4巻特典曲
5. もしもからきっと [5:17]
  - 作曲:川崎里実、編曲:森谷敏紀、歌:東條希（楠田亜衣奈）

第2期第5巻特典曲
6. 好きですが好きですか？ [4:51]
  - 作曲・編曲:渡辺和紀、歌：南ことり（内田彩）、小泉花陽（久保ユリカ）

第2期第6巻特典曲
7. そして最後のページには
  - 作曲・編曲：渡辺和紀、歌：μ's

第2期第7巻特典曲

### Disc6
- 『ラブライブ! スクールアイドルフェスティバル』、『ラブライブ！School idol paradise』や『みんなで作るμ'sの歌』のシングル、及びライブ特典CDの曲が収録されている。

1. タカラモノズ [3:49]
  - 作曲・編曲：高田暁、歌：μ's

『ラブライブ!スクールアイドルフェスティバル』録りおろし楽曲
2. Paradise Live [5:11]
  - 作曲・編曲：倉内達矢、歌：μ's

『ラブライブ!スクールアイドルフェスティバル』録りおろし楽曲
3. Shangri-La Shower [5:12]
  - 作曲・編曲：倉内達矢、歌：μ's

『ラブライブ！School idol paradise』テーマソング
4. るてしキスキしてる [5:34]
  - 作曲・編曲：佐伯高志、歌：μ's
5. ミはμ'sicのミ [4:39]
  - 作曲・編曲：高田暁

『みんなで作るμ'sの歌』シングル
6. Super LOVE=Super LIVE! [5:41]
  - 作曲・編曲：河田貴央

エースコック「劇場版ラブライブ! 公開記念企画 I LOVE玉ねぎ豚だし醤油ラーメン/I LOVE ニラうま辛豚骨ラーメン」CMソング
7. HEART to HEART![4:42]
  - 作曲・編曲：西岡和哉、歌：μ's

『ラブライブ!スクールアイドルフェスティバル』録りおろし楽曲
8. 嵐のなかの恋だから[5:15]
  - 作曲・編曲：酒井陽一、歌：μ's

『ラブライブ!スクールアイドルフェスティバル』録りおろし楽曲
9. ENDLESS PARADE [4:24]
  - 作曲・編曲：矢吹香那、歌：μ's

「ラブライブ! μ's →NEXT LoveLive! 2014 〜ENDLESS PARADE〜」の「音ノ木坂学院体験入学セット付きプレミアムチケット」に付属した録りおろし楽曲
10. Dreamin' Go! Go!! [4:59]
  - 作曲：TSUKASA、編曲：Kon-K、歌：μ's

「ラブライブ！ μ's Go→Go! LoveLive! 2015 〜Dream Sensation!〜」の「プレミアムチケット」に付属した録りおろし楽曲

### Disc7
- ミニユニット「Printemps」の楽曲が収録されている。

1. Love marginal [4:36]
  - 作曲：藤末樹、編曲：藤末樹・松坂康司、歌：Printemps
2. sweet&sweet holiday [4:17]
  - 作曲・編曲：山口朗彦、歌：Printemps
3. Pure girls project [4:36]
  - 作曲・編曲：倉内達矢、歌：Printemps
4. UNBALANCED LOVE [4:28]
  - 作曲・編曲：佐伯高志、歌：Printemps
5. 永遠フレンズ [5:19]
  - 作曲・編曲：中土智博、歌：Printemps

『ラブライブ! スクールアイドルフェスティバル』録りおろし楽曲
6. 小夜啼鳥恋詩（） [5:22]
  - 作曲・編曲：渡辺和紀、歌：Printemps

『ラブライブ! スクールアイドルフェスティバル』書き下ろし楽曲
7. WAO-WAO Powerful day!　[3:12]
  - 作曲・編曲：佐々木裕、歌：Printemps

『ラブライブ! スクールアイドルフェスティバル』録りおろし楽曲
8. NO EXIT ORION　[4:12]
  - 作曲・編曲：山田竜平、歌：Printemps

『ラブライブ! スクールアイドルフェスティバル』録りおろし楽曲
9. ぷわぷわーお！　[3:40]
  - 作曲・編曲：佐々倉有吾、歌：Printemps

TVアニメ第1期Blu-rayゲーマーズ全巻購入特典
10. CheerDay CheerGirl!　[3:59]
  - 作曲・編曲：佐々木裕、歌：Printemps

TVアニメ第2期Blu-rayゲーマーズ全巻購入特典
11. MUSEUMでどうしたい？　[4:13]
  - 作曲・編曲：佐々倉有吾、歌：Printemps

「ラブライブ!The School Idol Movie」の前売券第3弾に付属した録りおろし楽曲

### Disc8
- ミニユニット「BiBi」の楽曲が収録されている。

1. ダイヤモンドプリンセスの憂鬱 [3:55]
  - 作曲：吉田勝弥、編曲：高田暁、歌：BiBi
2. ラブノベルス [3:40]
  - 作曲・編曲：佐々倉有吾、歌：BiBi
3. Cutie Panther [4:31]
  - 作曲・編曲：佐々木裕、歌：BiBi
4. 夏、終わらないで。 [4:05]
  - 作曲・編曲：渡辺和紀、歌：BiBi
5. 冬がくれた予感 [5:34]
  - 作曲・編曲：佐伯高志、歌：BiBi

『ラブライブ! スクールアイドルフェスティバル』録りおろし楽曲
6. Trouble Busters [4:46]
  - 作曲：佐々倉有吾、編曲:倉内達矢、歌：BiBi

『ラブライブ! スクールアイドルフェスティバル』書き下ろし楽曲
7. 錯覚CROSSROADS　[4:59]
  - 作曲:川崎里実、編曲：渡辺和紀、歌：BiBi

『ラブライブ! スクールアイドルフェスティバル』録りおろし楽曲
8. PSYCHIC FIRE　[3:57]
  - 作曲・編曲：森慎太郎、歌：BiBi

『ラブライブ! スクールアイドルフェスティバル』録りおろし楽曲
9. Silent tonight　[5:19]
  - 作曲・編曲：佐々木裕、歌：BiBi

TVアニメ第2期Blu-rayアニメイト全巻購入特典
10. 最低で最高のParadiso　[4:22]
  - 作曲・編曲：木村有希、歌：BiBi

「ラブライブ!The School Idol Movie」の前売券第3弾に付属した録りおろし楽曲

### Disc9
- ミニユニット「lily white」の楽曲が収録されている。

1. 知らないLove*教えてLove [4:02]
  - 作曲：星和生、編曲：福富雅之、歌：lily white
2. あ・の・ね・が・ん・ば・れ！ [4:16]
  - 作曲・編曲：青木多果、歌：lily white
3. 微熱からMystery [3:20]
  - 作曲・編曲：佐々木裕、歌：lily white
4. キミのくせに！ [4:00]
  - 作曲：杉森舞、編曲：山元祐介、歌：lily white
5. 秋のあなたの空遠く [3:41]
  - 作曲・編曲：増田武史、歌：lily white

『ラブライブ! スクールアイドルフェスティバル』録りおろし楽曲
6. ふたりハピネス [6:13]
  - 作曲・編曲：佐々木裕、歌：lily white

『ラブライブ! スクールアイドルフェスティバル』書き下ろし楽曲
7. 思い出以上になりたくて　[4:02]
  - 作曲:rino、編曲：酒井陽一、歌：lily white

『ラブライブ! スクールアイドルフェスティバル』録りおろし楽曲
8. 春情ロマンティック　[4:31]
  - 作曲・編曲：佐々木裕、歌：lily white

『ラブライブ! スクールアイドルフェスティバル』録りおろし楽曲
9. 同じ星が見たい　[4:28]
  - 作曲・編曲：渡辺和紀、歌：lily white

TVアニメ第2期Blu-rayソフマップ全巻購入特典
10. 乙姫心で恋宮殿（）　[4:52]
  - 作曲・編曲：三浦誠司、歌：lily white

「ラブライブ!The School Idol Movie」の前売券第3弾に付属した録りおろし楽曲

### Disc10
- デュオ・トリオシングルのデュオ組3組のシングルの楽曲が収録されている。

1. Mermaid festa vol.2 〜Passionate〜 [5:25]
  - 作曲：山崎真吾、編曲：松井望、歌：高坂穂乃果（新田恵海）・星空凛（飯田里穂）
2. Someday of my life [4:28]
  - 作曲・編曲：八重樫ゆうー、歌：高坂穂乃果（新田恵海）
3. 恋のシグナル Rin rin rin! [4:22]
  - 作曲：須田真吾、編曲：安藤高弘、歌：星空凛（飯田里穂）
4. 乙女式れんあい塾 [3:21]
  - 作曲・編曲：佐々木裕、歌：矢澤にこ（徳井青空）・東條希（楠田亜衣奈）
5. まほうつかいはじめました！ [4:04]
  - 作曲・編曲：鈴木裕明、歌：矢澤にこ（徳井青空）
6. 純愛レンズ [4:34]
  - 作曲・編曲：山元祐介、歌：東條希（楠田亜衣奈）
7. 告白日和、です！　[3:38]
  - 作曲・編曲：若林充、歌：南ことり（内田彩）・小泉花陽（久保ユリカ）
8. ぶる〜べりぃ♥とれいん　[3:51]
  - 作曲：増田達行、編曲：三浦誠司、歌：南ことり（内田彩）
9. 孤独なHeaven　[4:37]
  - 作曲：前口渉、編曲：増田武史、歌：小泉花陽（久保ユリカ）

### Disc11
- デュオ・トリオシングルのトリオ組のシングルや『Solo Live! from μ's』のオリジナル楽曲、『ラブライ部 ラジオ課外活動 にこりんぱな テーマソングDJCD』の楽曲が収録されている。

1. soldier game [3:42]
  - 作曲・編曲：若林充、歌：西木野真姫 (Pile)・園田海未（三森すずこ）・絢瀬絵里（南條愛乃）
2. Daring!! [3:32]
  - 作曲・編曲：近藤圭一、歌：西木野真姫 (Pile)
3. 勇気のReason [3:52]
  - 作曲・編曲：増谷賢、歌：園田海未（三森すずこ）
4. ありふれた悲しみの果て [4:03]
  - 作曲・編曲：佐伯高志、歌：絢瀬絵里（南條愛乃）
5. 愛は太陽じゃない？ [3:55]
  - 作曲・編曲：佐々倉有吾、歌：高坂穂乃果（新田恵海）
6. もうひとりじゃないよ [4:42]
  - 作曲・編曲：佐伯高志、歌：高坂穂乃果（新田恵海）
7. スピカテリブル　[4:17]
  - 作曲・編曲：藤末樹、歌：南ことり（内田彩）
8. 私たちは未来の花　[4:47]
  - 作曲・編曲：三浦誠司、歌：園田海未（三森すずこ）
9. Listen to my heart!!　[4:29]
  - 作曲・編曲：河原嶺旭、歌：にこりんぱな（徳井青空,飯田里穂,久保ユリカ）
10. after school NAVIGATORS　[4:47]
  - 作曲・編曲：河田貴央、歌：にこりんぱな（徳井青空,飯田里穂,久保ユリカ）

### Disc12
- 劇場版の挿入歌シングルやBlu-rayの特典曲、ファイナルシングルの楽曲が収録されている。

1. Angelic Angel [4:59]
  - 作曲：森慎太郎、編曲：倉内達矢、歌：μ's

劇場版挿入歌
江崎グリコ「ウォータリング キスミントガム」CMソング
2. Hello,星を数えて [4:36]
  - 作曲・編曲：山口朗彦、歌：星空凛（飯田里穂）、西木野真姫（Pile）、小泉花陽（久保ユリカ）

劇場版挿入歌
3. SUNNY DAY SONG [4:49]
  - 作曲・編曲：倉内達矢、歌：μ's

シングルCDに収録されたバージョン
4. SUNNY DAY SONG(Movie Edit) [4:49]
  - 作曲・編曲：倉内達矢、歌：μ's

劇場版挿入歌。劇中で使われたバージョンであり、演出的理由で間奏が異なる[7]
5. ?←HEARTBEAT [3:32]
  - 作曲・編曲：本田光史郎、歌：絢瀬絵里（南條愛乃）、東條希（楠田亜衣奈）、矢澤にこ（徳井青空）

劇場版挿入歌
6. 僕たちはひとつの光 [4:55]
  - 作曲：ZAQ、編曲：EFFY、歌：μ's

劇場版主題歌・挿入歌
7. Future style　[4:47]
  - 作曲・編曲：本田光史郎、歌：高坂穂乃果（新田恵海）、南ことり（内田彩）、園田海未（三森すずこ）

劇場版挿入歌
8. これから　[5:45]
  - 作曲：伊藤真澄・ミト、編曲：TO-MAS SOUNDSIGHT FLUORESCENT FOREST[注釈 4]、歌：μ's

劇場版Blu-ray特典曲
9. MOMENT RING　[6:11]
  - 作曲・編曲：高田暁、歌：μ's

ファイナルシングル
10. さようならへさよなら!　[5:08]
  - 作曲・編曲：増谷賢、歌：μ's